# Otti Zacharias

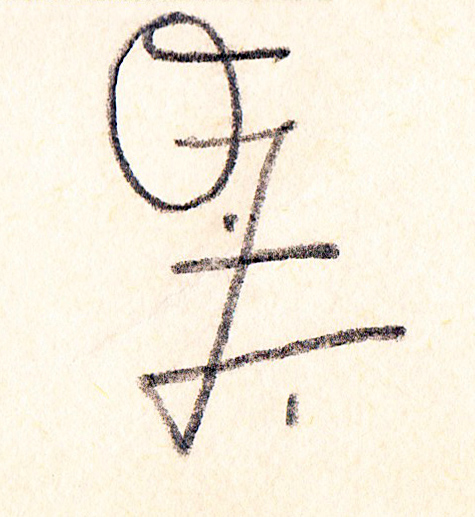
Signatur

Ottilie „Otti“ Zacharias (* 1906 in Wilstrup bei Haderslev, Nordschleswig; † 26. August 1981 in Kiel) war eine deutsche Porträtfotografin. Sie wurde in den 1950er und 1960er Jahren durch Schwarz-Weiß-Porträtaufnahmen von Musikern, Schauspielern und Politikern bekannt und erhielt für ihre Arbeiten zahlreiche nationale und internationale Preise, unter anderem 1967 eine Goldmedaille vom Museum of Modern Art in New York für eine Serie früher Farbfotografien.

## Leben und Werk

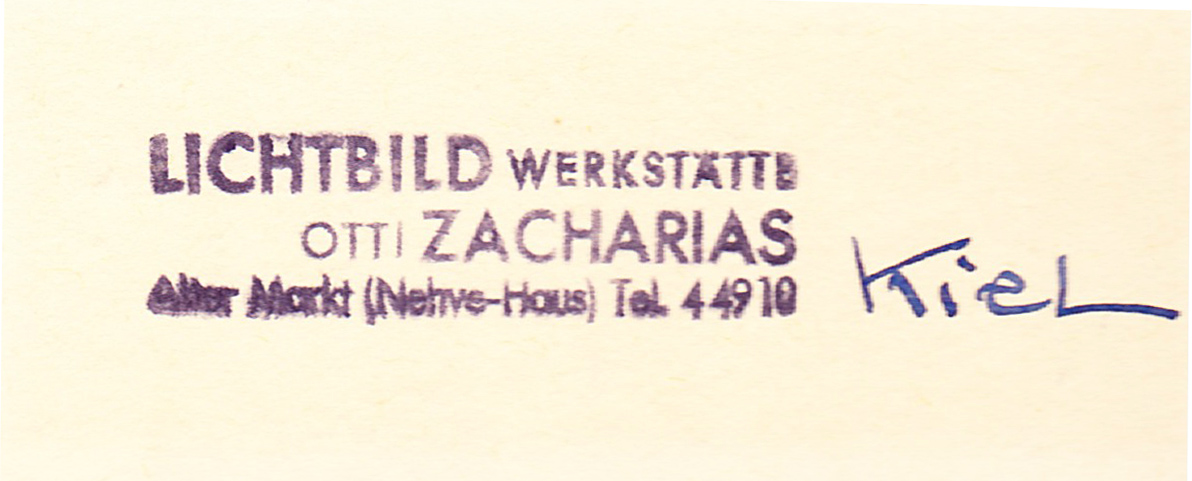
Atelierstempelabdruck

Ottilie Zacharias wurde 1906 in Wilstrup bei Haderslev in der Provinz Schleswig-Holstein geboren. Nach der Volksabstimmung in Schleswig und der Angliederung der Region an Dänemark übersiedelte die Familie 1921 nach Sarau im Landkreis Segeberg und später nach Gleschendorf im Landkreis Ostholstein. Ihre Berufswahl wurde durch ihren Onkel Ernst Sauermann, dem Direktor des Kieler Thaulow-Museums maßgeblich beeinflusst. Otti Zacharias begann 1930 in München, an der 1900 von Georg Heinrich Emmerich gegründeten Bayerischen Staatslehranstalt für Lichtbildwesen, eine Ausbildung zur Fotografin. Im September 1931 legte sie dort ihre Gehilfenprüfung mit dem Prädikat „lobenswert“ ab. Schon während ihrer Ausbildung konzentrierte sie sich auf die Porträtfotografie. Nach der Ausbildung kehrte Otti Zacharias nach Kiel zurück. Im Jahr 1932 erhielt sie ihren ersten größeren Auftrag: die Fotografie der Ensemblemitglieder des Kieler Stadttheaters für die Programmhefte des Theaters.
Ihr erstes eigenes Fotoatelier eröffnete Otti Zacharias am 24. April 1934 in Kiel im Hause der Familie ihres Onkels Ernst Sauermann in der Reventlouallee 12. Im folgenden Jahr legte sie in Kiel ihre Meisterprüfung ab. Für das Ellerbeker Heimatmuseum entstand in dieser Zeit die Porträtserie der Charakterköpfe aus der Alt-Ellerbeker Bevölkerung. Die Fotoserie der Ellerbeker Fischerbilder wurde für offizielle Werbe- und Propagandaschriften der Gauhauptstadt Kiel, wie anlässlich der olympischen Segelwettbewerbe 1936, verwendet.
Im Jahr 1944 wurde das Gebäude mit dem Atelier in der Reventlouallee 12 durch Bomben zerstört, wobei auch ihr gesamtes Foto- und Negativarchiv vernichtet wurde. Otti Zacharias zog wieder in das Haus ihrer Familie nach Gleschendorf und startete von hier aus, zunächst als Pressefotografin, ihren beruflichen Neuanfang. Im Jahr 1950 eröffnete sie dann in Kiel am Alter Markt 3 (Ernst-Nehve-Haus) ein neues Atelier und widmete sich wieder bevorzugt der Porträtfotografie. Otti Zacharias fotografierte Wissenschaftler, Politiker, Handwerker bei der Arbeit, fertigte Stadtansichten, Stillleben, Architektur- und Modeaufnahmen an und porträtierte bedeutende Künstler aus Schauspiel, Musik und Tanz wie Wilhelm Backhaus, Elly Ney, Henryk Szeryng, Clifford Curzon, Géza Anda, Ralph Kirkpatrick und Marcel Marceau. Ihre Fotografien wurden unter anderem zur Ausstattung von zahlreichen heimatkundlichen Büchern und Architektur-Bildbänden, für Wahlkampfplakate der CDU und FDP sowie für Plattencover von Langspielplatten der Decca, Sony Classical und der Deutschen Grammophon verwendet.
In den 1950er Jahren wurde Otti Zacharias wiederholt vom Centralverband Deutscher Berufsfotografen bei Berufswettbewerben und Ausstellungen in der Frankfurter Paulskirche ausgezeichnet. Im Mai 1958 erhielt sie den Bayerischen Staatspreis und eine Goldmedaille für ihre auf der Internationalen Handwerksmesse in München ausgestellten Photo-Porträtstudien unter anderem vom Dirigenten Gerd Albrecht und die des Theaterschauspielers und Tänzers Harald Kreutzberg.

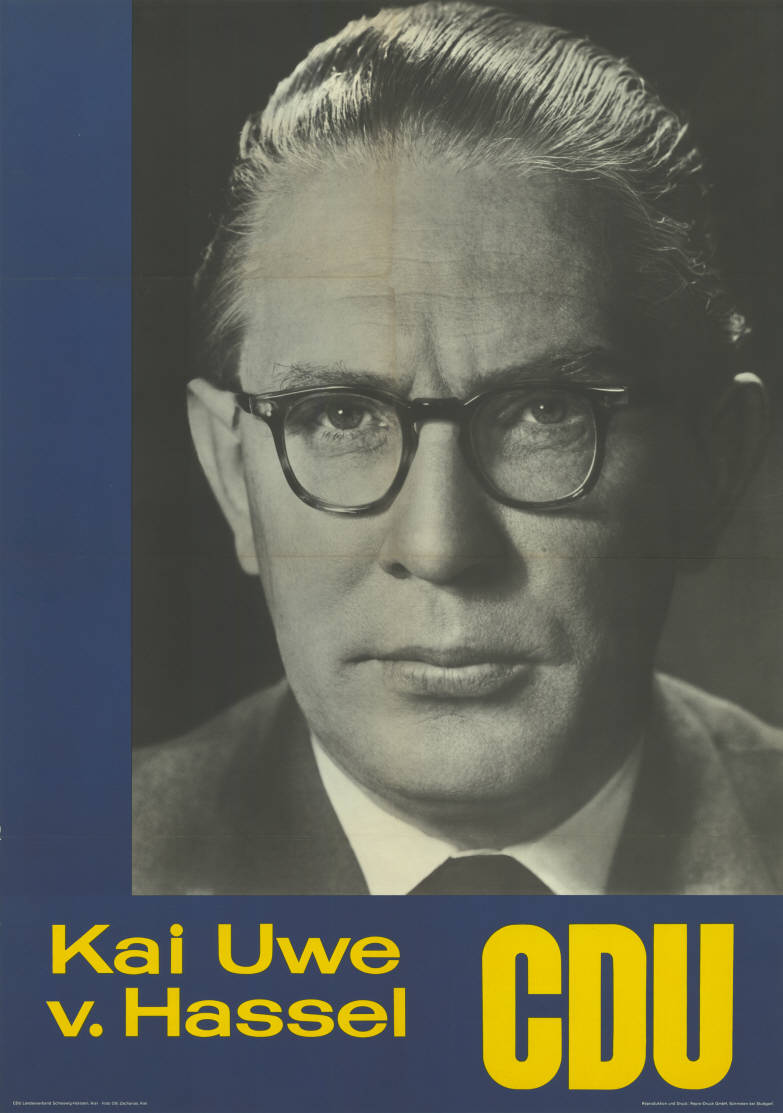
CDU-Landtagswahlplakat von 1962, Kai-Uwe von Hassel.

Neben ihrer fotografischen Tätigkeit bildete Otti Zacharias über viele Jahre zahlreiche Lehrlinge aus. Etliche ihrer Auszubildenden erhielten in den 1950er und 1960er Jahren Preise und Ehrungen wegen hervorragender Prüfungsleistungen. Im September 1953 wurde sie zur Vorsitzenden des Gesellenprüfungsausschusses der Handwerkskammer Lübeck berufen.
Ende der 1960er Jahre experimentierte Otti Zacharias auch mit der Farbfotografie. Mit vier Farbstudien nahm sie an einer Wanderausstellung der Vereinigung Photography in the fine Arts teil und erhielt hierfür 1967 vom Metropolitan Museum of Art eine Goldmedaille. In dieser Zeit hielt sich Otti Zacharias länger in Amerika auf, dort fertigte sie eine Reihe farbiger Porträtaufnahmen von vor allem dunkelhäutigen Menschen. Im gleichen Jahr erhielt sie vom Arbeitskreis Bild im Centralverband Deutscher Berufsfotografen die Auszeichnung und Erlaubnis, ihre Aufnahmen mit dem Signum ABCV (Arbeitskreis Bild im Centralverband) zu versehen.
Auch im Pensionsalter wirkte Otti Zacharias noch in der Lehrlingsausbildung: Sie wurde 1972 im Alter von 66 Jahren zur stellvertretenden Beisitzerin des Meisterprüfungsausschusses in Schleswig-Holstein berufen.
Otti Zacharias blieb zeit ihres Lebens unverheiratet und kinderlos. Sie verstarb mit 75 Jahren am 26. August 1981 in Kiel. Seit dem Jahr 2000 befindet sich ihr künstlerischer Nachlass von etwa 90.000 Negativen und ca. 350 Kunstaufnahmen im Kieler Stadtarchiv.
Als Vertreterin des Existenzialismus arbeitete sie vorwiegend in Schwarz-Weiß; viele ihrer Porträts sind durch markante Hell-Dunkel-Kontraste gekennzeichnet, die sie durch die Anwendung der Low-Key-Beleuchtung als bevorzugtes Stilmittel erzeugte. Durch den Verzicht auf strukturierte Hintergründe, gelang ihr eine künstlerische Reduktion auf die wesentlichen Gesichtszüge.
Im Jahr 2009 zeigte das Kieler Stadtmuseum eine Retrospektive von über 100 Fotos ihres künstlerischen Schaffens. Ihre Fotografien befinden sich heute im Sammlungsbestand nationaler und internationaler Museen und Stiftungen, unter anderem im Kunsthistorischen Museum und Theatermuseum Wien, der Königlichen Bibliothek zu Stockholm sowie der Konrad-Adenauer-Stiftung.

## Werke von Otti Zacharias (Auswahl)
- Ellerbeker Fischer, Fotoserie 1932 / 1933
- Werner O. Lemke, Porträtfotografie, 1940
- Jürgen Schwalm, Fotoserie, 1954
- Harald Kreutzberg, Porträtfotografie, um 1958
- Elly Ney, Serie, Porträtfotografie, um 1959
- Kai-Uwe von Hassel, Porträtfotografie, 1962
- Wilhelm Fischer, Porträtfotografie, 1962
- Clifford Curzon, Porträtfotografie, 1963
- Marcel Marceau, Fotoserie, 1967
- Wilhelm Backhaus, Porträtfotografie, o. J.
- Géza Anda, Porträtfotografie, o. J.
- Henryk Szeryng, Porträtfotografie, o. J.
- Ralph Kirkpatrick, Porträtfotografie, o. J.
- Ernst Barlach, Porträt vor der Kieler Nicolaikirche, o. J.
- Georg von Rauch, Porträtfotografie, um 1980
- Kieler Schloss, Fotoserie vom zerstörten Schloss
- Universitätsbibliothek Kiel
- Kirche St. Nikolai, Kiel,
- Astor-Hochhaus, Kiel (1964)